# 平高頼
平 高頼（たいら の たかより、生没年不詳）は、鎌倉時代後期の武士。第9代執権北条貞時の執事（内管領）、北条氏得宗家の御内人、内管領だった平頼綱の子。

## 系譜
- 父∶平頼綱